# Rzęsin
Rzęsin – osada w północno-zachodniej Polsce położona w województwie zachodniopomorskim, w powiecie gryfickim, w zachodniej części gminy Gryfice, ok. 1 km na północny zachód od wzniesienia Stromik.
Dzieci z miejscowości są dowożone do Szkoły Podstawowej w Trzygłowie i do Gimnazjum Nr 2 w Gryficach. 
Niedaleko Rzęsina znajduje się ujęcie wody podłączone do sieci wodociągową osady. Ujęcie z dwóch studni głębinowych eksploatuje Zakład Gospodarki Komunalnej w Gryficach w imieniu gminy Gryfice.
Gmina Gryfice utworzyła jednostkę pomocniczą "Sołectwo Rzęsin", obejmującą jedynie osadę Rzęsin. Stali mieszkańcy miejscowości wybierają sołtysa i radę sołecką, która składa się z 3–7 osób (liczbę osób ustala wyborcze zebranie wiejskie).

## Rys historyczny
Nazwa osady po raz pierwszy została wymieniona w statutach kapituły katedralnej pochodzących z XV wieku. Miejscowość ta była lennem rodu von Flemming. Mapa z 1822 roku dokumentuje istnienie 7 zagród chłopskich, zagrody sołtysiej oraz szkoły. Folwark powstał w latach 20. XIX wieku stanowiąc do 1945 roku własność rodziny von Gloxin (ostatnia właścicielka: Monika von Osten z domu Gloxin). 
Chłopsko-folwarczny charakter Rzęsina utrzymywał co najmniej do początku XX wieku. Później w wyniku rozbudowy folwarku część chłopska ulega zmniejszeniu. Po 1945 roku ziemię upaństwowiono likwidując część chłopską a folwark przejęła Stacja Hodowli Roślin. Rozbudowa folwarku w latach 20. XX wieku oraz powojenna zmieniły zasadniczo układ wsi, szczególnie w części zachodniej. Powstały zabudowania gospodarcze w miejscu zagród chłopskich oraz pierwotnej zabudowy folwarcznej. Wielkogabarytowa gospodarcza wprowadzona została również w stronie wschodniej. W północnym krańcu współczesna 3-kondygnacyjne budynki mieszkalne. Zachowała się rządówka z resztą parku. Historyczny, chłopski charakter wsi jest już bardzo słabo czytelny. W 2009 roku zostało utworzone "Sołectwo Rzęsin". Wcześniej osada Rzęsin wchodziła w skład "Sołectwa Trzygłów".
W latach 1946–1998 miejscowość administracyjnie należała do województwa szczecińskiego.